# Kolss Cycling Team
Das Kolss Cycling Team ist ein ukrainisches Straßenradsportteam mit Sitz in Kiew.
Die Mannschaft wurde 2010 gegründet und nimmt als Continental Team an den UCI Continental Circuits teil. Manager ist Mykola Skorenko, der von den Sportlichen Leitern Mychajlo Suraljow, Alexander Melenewskij und Hennadij Skorenko unterstützt wird.
Zur Saison 2015 wechselten Teile des Managements, Kaders und Hauptsponsors des aufgelösten Teams BDC Marcpol zum Kolls Cycling Team.

## Saison 2017

### Erfolge in der UCI Asia Tour
In den Rennen der Saison 2017 der UCI Asia Tour gelangen die nachstehenden Erfolge.
| Datum      | Rennen                         | Kat. | Sieger             |
| ---------- | ------------------------------ | ---- | ------------------ |
| 22. Juli   | 7. Etappe Tour of Qinghai Lake | 2.HC | Mychajlo Kononenko |
| 23. Juli   | 8. Etappe Tour of Qinghai Lake | 2.HC | Oleksandr Poliwoda |
| 24. Juli   | 9. Etappe Tour of Qinghai Lake | 2.HC | Oleksandr Poliwoda |
| 25. August | 2. Etappe Tour of Xingtai      | 2.2  | Oleksandr Poliwoda |

### Erfolge in der UCI Europe Tour
In den Rennen der Saison 2017 der UCI Europe Tour gelangen die nachstehenden Erfolge.
| Datum           | Rennen                                 | Kat. | Sieger             |
| --------------- | -------------------------------------- | ---- | ------------------ |
| 4. Mai          | 2. Etappe Tour d’Azerbaïdjan           | 2.1  | Oleksandr Poliwoda |
| 18. Mai         | 1. Etappe Tour of Ukraine              | 2.2  | Witalij Buz        |
| 18. Mai         | 2. Etappe Bałtyk-Karkonosze Tour       | 2.2  | Andrij Kulyk       |
| 19. Mai         | 2. Etappe Tour of Ukraine (MZF)        | 2.2  | Kolss Cycling Team |
| 17.–21. Mai     | Gesamtwertung Tour of Ukraine          | 2.2  | Witalij Buz        |
| 26. Mai         | Horizon Park Race for Peace            | 1.2  | Mychajlo Kononenko |
| 28. Mai         | Horizon Park Classic                   | 1.2  | Olexandr Prewar    |
| 25. Juli        | Prolog Dookoła Mazowsza (EZF)          | 2.2  | Adrian Banaszek    |
| 5. August       | Tour de Ribas                          | 1.2  | Serhij Lahkuti     |
| 6. August       | Odessa Grand Prix                      | 1.2  | Mychajlo Kononenko |
| 3. September    | 1. Etappe Tour of Bulgaria – North     | 2.2  | Serhij Lahkuti     |
| 3.–5. September | Gesamtwertung Tour of Bulgaria – North | 2.2  | Serhij Lahkuti     |
| 7. September    | 1. Etappe Tour of Bulgaria – South     | 2.2  | Witalij Buz        |
| 8. September    | 2. Etappe Tour of Bulgaria – South     | 2.2  | Witalij Buz        |
| 9. September    | 3. Etappe Tour of Bulgaria – South     | 2.2  | Witalij Buz        |
| 7.–9. September | Gesamtwertung Tour of Bulgaria – South | 2.2  | Witalij Buz        |

### Erfolge bei den Nationalen Straßen-Radsportmeisterschaften
In den Rennen der Nationalen Straßen-Radsportmeisterschaften 2017 gelangen die nachstehenden Erfolge.
| Datum    | Rennen                                          | Sieger              |
| -------- | ----------------------------------------------- | ------------------- |
| 21. Juni | Ukrainische Meisterschaft – Einzelzeitfahren    | Oleksandr Poliwoda  |
| 23. Juni | Ukrainische Meisterschaft – Straßenrennen (U23) | Wladislaw Soltasiuk |
| 25. Juni | Ukrainische Meisterschaft – Straßenrennen       | Witalij Buz         |

### Mannschaft
| Teamkader 2017                            | Teamkader 2017     | Teamkader 2017 | Teamkader 2017                |
| Name                                      | Geburtsdatum       | Land           | Vorheriges Team               |
| ----------------------------------------- | ------------------ | -------------- | ----------------------------- |
| Norbert Banaszek (24. Mär.–31. Dez.)      | 18. Juni 1997      | Polen          | Verva ActiveJet (2016)        |
| Adrian Banaszek (24. Mär.–31. Dez.)       | 21. Oktober 1993   | Polen          | Verva ActiveJet (2016)        |
| Pawlo Bondarenko (3. Mär.–31. Dez.)       | 10. September 1996 | Ukraine        |                               |
| Andrii Bratashchuk                        | 8. April 1992      | Ukraine        |                               |
| Witalij Buz                               | 24. Oktober 1986   | Ukraine        | Lampre-ISD (2012)             |
| Volodymyr Kogut (1. Jan.–10. Mär.)        | 28. Juli 1984      | Ukraine        | Amore & Vita-Selle SMP (2016) |
| Mychajlo Kononenko                        | 30. Oktober 1987   | Ukraine        | Danieli (2008)                |
| Andrij Kulyk                              | 30. August 1989    | Ukraine        |                               |
| Serhij Lahkuti                            | 24. April 1985     | Ukraine        |                               |
| Vasyl Malynivskyi                         | 21. November 1992  | Ukraine        |                               |
| Oleksandr Poliwoda                        | 31. März 1987      | Ukraine        | Atlas Personal-Jakroo (2013)  |
| Olexandr Prewar                           | 28. Juni 1990      | Ukraine        |                               |
| Llibert Sendrós                           | 26. August 1991    | Spanien        |                               |
| Mykyta Skorenko                           | 28. Juni 1993      | Ukraine        | Kyiv Capital Racing (2015)    |
| Vladyslav Soltasiuk (3. Mär.–31. Dez.)    | 23. September 1997 | Ukraine        |                               |
| Andrij Wassyljuk                          | 29. August 1987    | Ukraine        | Danieli (2008)                |
| Yurii Burchenia (30. Mai–31. Dez.)        | 5. Mai 1998        | Ukraine        |                               |
|                                           |                    |                |                               |
| Quellen: ProCyclingStats Cycling Archives |                    |                |                               |

## Platzierungen in UCI-Ranglisten
UCI Asia Tour
| Saison | Mannschaftswertung | Fahrerwertung             |
| ------ | ------------------ | ------------------------- |
| 2010   | 60.                | Mychajlo Kononenko (270.) |
| 2011   | 43.                | Jewhen Filin (147.)       |
| 2012   | -                  | -                         |
| 2013   | 63.                | Andrij Wassyljuk (221.)   |
| 2014   | 5.                 | Mychajlo Kononenko (12.)  |
| 2015   | 7.                 | Olexandr Poliwoda (15.)   |
| 2016   | 3.                 | Serhij Lahkuti (20.)      |

UCI Europe Tour
| Saison | Mannschaftswertung | Fahrerwertung             |
| ------ | ------------------ | ------------------------- |
| 2010   | 100.               | Mychajlo Kononenko (709.) |
| 2011   | 71.                | Mychajlo Kononenko (275.) |
| 2012   | 67.                | Mychajlo Kononenko (250.) |
| 2013   | 13.                | Witalij Buz (9.)          |
| 2014   | 15.                | Witalij Buz (14.)         |
| 2015   | 4.                 | Witalij Buz (6.)          |
| 2016   | 19.                | Witalij Buz (90.)         |